# Symplocos chaoanensis
Symplocos chaoanensis là một loài thực vật có hoa trong họ Dung. Loài này được F.G. Wang & H.G. Ye mô tả khoa học đầu tiên năm 2002.